# برج خان ده‌آباد
برج خان ده آباد مربوط به دوره قاجار است و در میبد، محله ده آباد، برج خان واقع شده و این اثر در تاریخ ۲۴ اسفند ۱۳۸۳ با شمارهٔ ثبت ۱۱۶۳۳ به‌عنوان یکی از آثار ملی ایران به ثبت رسیده است.